# Tiocetona

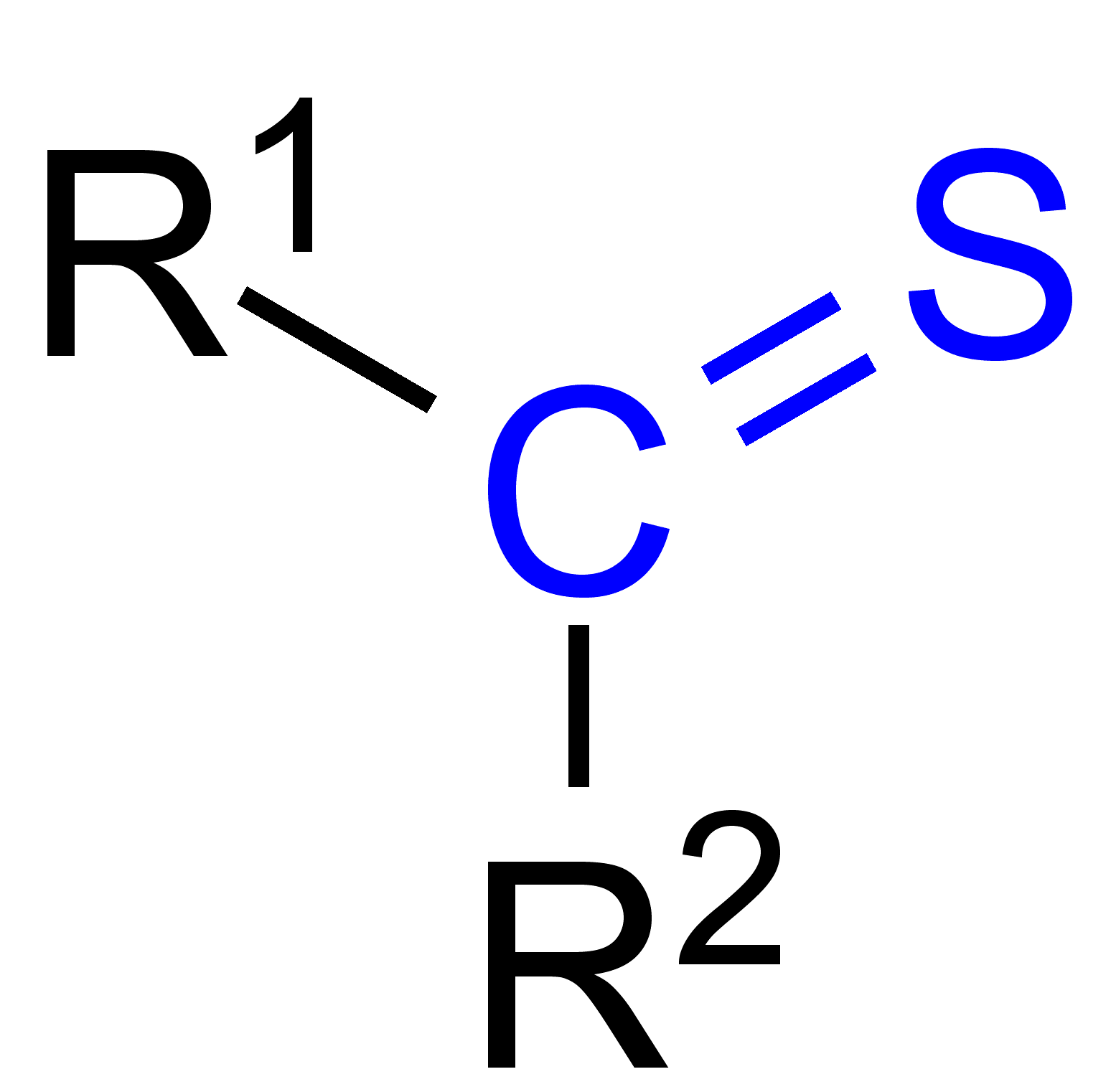
Estrutura geral das tiocetonas

As Tiocetonas (ou tionas) são compostos orgânicos resultantes de uma reação de tionação envolvendo cetonas, resultando em compostos de fórmula R2C=S que são instáveis quando não revestidas estericamente, tendendo a formar anéis ou polímeros.

## Características
Estes compostos se caracterizam por possuir maior reatividade que seus análogos oxigenados e apresentam maior raio atômico, de 104,9 nm do sulfurado para 70,2 nm do oxigenado. A ligação C=S apresenta menor energia de ligação (115 kcal/mol) quando comparada à ligação C=O (162 kcal/mol). Ademais, o enxofre apresenta maior polarização que o oxigênio.

## Preparação

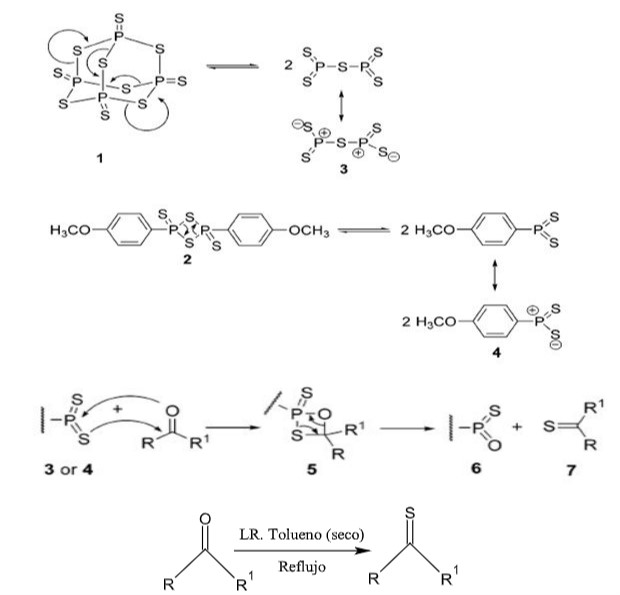
Mecanismo geral de tionação de uma cetona com o reativo de Lawesson e P_{4}S_{10}

Desde o início do último trimestre do século XX, o reagente de Lawesson (LR) ou 2,4-bis (4-metoxifenil)-1,3,2,4-ditiodifosfetano-2,4-dissulfureto (fórmula molecular condensada C14H14O2P2S4), tem sido o mais utilizado na síntese orgânica da tioacetona como agente de tipagem. Um estudo sistemático sobre o uso de LR em 1978, realizado por Lawensson, mostrou a importância e o papel fundamental junto com o P2S5 (ou duas moléculas, para formar P4S10) que exercem tais reagentes nas reações de tionação, que ainda são aplicados hoje. Mais adiante, foi descoberto um método de síntese utilizando Óxido de Alumínio.

### Utilizando o reativo de Lawesson
O método usual de tionação é realizado sob refluxo com benzeno, tolueno ou xileno como solventes, nos quais os possíveis mecanismos de reação sugerem a realização de reações de dissociação. Estes produtos de decomposição podem reagir com um grupo carbonilo funcional para formar grupos tiocarbonilo. O LR efetivamente converte os grupos oxo de cetonas em tionas. No possível mecanismo de reação da imagem ao lado, ambos os reagentes, o reagente de Lawesson (1) e o pentassulfeto de fósforo (2), sofrem dissociação em equilíbrio (3-4). Esses produtos são responsáveis por reagir com o grupo funcional formando um anel de quatro membros (5), que finalmente se decompõe no composto correspondente, que neste caso seria uma tiocetona (6-7). A reação é levada a cabo à temperatura de refluxo dos solventes em atmosferas inertes (8). Os grupos funcionais podem ser anéis aromáticos e heterocíclicos, halogênios, nitro, nitrilo, alquilo, alquilamino e ésteres. O tolueno seco é o solvente mais amplamente utilizado.

### Utilizando alumina

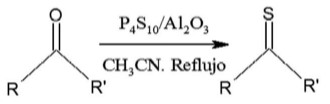
Tionação de estruturas por P_{4}S_{10}/Al_{2}O_{3}

Já nos últimos anos, o uso de catalisadores e reagentes suportados tem sido objeto de grande atenção. Esses reagentes não apenas simplificam os processos de purificação, mas também evitam a descarga de resíduos no meio ambiente. Isto leva ao uso de reagentes suportados em sólidos como a alumina. Um dos estudos que serviu como alternativa importante foi o realizado por Vivek Polshettiwar, no qual é utilizado um processo de conversão de cetonas em tiocetonas utilizando pentassulfeto de fósforo suportado sobre alumina em acetonitrilo como solvente, onde R e R' podem ser grupos alquila ou arila.